# 우암로 (여주시)
우암로(Uam-ro)는 대한민국의 경기도 여주시 중앙동 대로사사거리에서 시작하여, 경기도 여주시 중앙동 월송교차로를 연결하는 도로이다.

## 주요 경유지
경기도
- 여주시 (중앙동)

## 노선 경로
| 이름            | 접속 노선              | 소재지 | 소재지 | 비고 |
| --------------- | ---------------------- | ------ | ------ | ---- |
| 대로사사거리    | 청심로                 | 여주시 | 중앙동 |      |
| 하리회전 교차로 | 여흥로 여흥로88번길    | 여주시 | 중앙동 |      |
| 도장교          |                        | 여주시 | 중앙동 |      |
| 도장교사거리    | 영릉로                 | 여주시 | 중앙동 |      |
| 실마고개        |                        | 여주시 | 중앙동 |      |
| 여주2 교차로    | 월송길                 | 여주시 | 중앙동 |      |
| 한성 교차로     | 향교로                 | 여주시 | 중앙동 |      |
| 월송 교차로     | 국도 제37호선 (여원로) | 여주시 | 중앙동 |      |
| 여주남로와 직결 |                        |        |        |      |

## 주요건물 및 시설
- 농협 여주축산농협 본점 (우암로 6/하동 247-3)
- CU 여주로터리점 (우암로 34/하동 304-1)
- 현대자동차 신여주대리점 (우암로 44/하동 407-6)
- 여주소방서 (우암로 110/월송동 42)
- GS25 여주행복점 (우암로 137/월송동 81-1)
- GS25 여주정미점 (우암로 158/월송동 63-4)
- 이마트24 여주우암로점 (우암로 163/월송동 99-6)
- 이마트24 여주우암로드점 (우암로 173/월송동 94-2)